# Обична ехимипера
Обична ехимипера или обични бодљичасти бандикут (Echymipera kalubu) је врста сисара торбара из реда Peramelemorphia.

## Распрострањење
Врста има станиште у Западној Новој Гвинеји (Индонезија) и Папуи Новој Гвинеји.

## Станиште
Станиште врсте су шуме. Врста је присутна на подручју острва Нова Гвинеја.

## Угроженост
Ова врста је наведена као последња брига, јер има широко распрострањење и честа је врста.